# Диацетилпероксид
Диацетилпероксид — органический пероксид, представляющий собой твердое бесцветное вещество с резким запахом. Относится к диацилпероксидам. Выпускается в форме раствора в диметилфталате с содержанием 25 % диацетилпероксида.

## Реакционная способность
Как и любой пероксид, является сильным окислителем. Контакт концентрированного диацетилпероксида с органическими соединениями может вызвать воспламенение, а с сильными восстановителями, такими как неорганические сульфиды, нитриды и гидриды, реакция протекает со взрывом.
Как правило, разбавленные растворы диацетилпероксида (<70 %) безопасны, но даже незначительные примеси переходных металлов, таких как кобальт, железо, марганец, никель или ванадий, могут вызвать разложение пероксида с выделением тепла. Его 25 % раствор так же становится потенциально взрывоопасен при ненадлежащем хранении и частичном испарении растворителя с повышением концентрации пероксида вплоть до образования чувствительных к удару кристаллов. Чистый диацетилпероксид способен к детонации при длительном хранении или нагревании выше 30 °C, поэтому его следует использовать сразу после приготовления. Опасность могут представлять даже следовые количества диацетилпероксида. Так, например, добавление фтора к ацетату натрия может вызвать детонацию вследствие образования диацетилпероксида. Также отмечены взрывы при работе с чистым пероксидом во время проведения очистки вымораживанием или при добавлении летучих растворителей.

## Получение
Диацетилпероксид может быть получен по реакции между пероксидом водорода и избытком уксусного ангидрида. В этом случае образуется пероксиуксусная кислота, которая затем образует диацетилпероксид.
По другой реакции диацетилпероксид образуется при смешивании ацетилхлорида и пероксида водорода в щелочной среде или в пиридине.

## Опасность для здоровья
Диацетилпероксид оказывает сильное раздражающее действие на все ткани организма.

## Огнеопасность
Это соединение огне- и взрывоопасно, поскольку реакция его разложения протекает с выделением тепла и носит самоускоряющийся характер.